# ژانگ لینپنگ
ژانگ لینپنگ (انگلیسی: Zhang Linpeng؛ زادهٔ ۹ مهٔ ۱۹۸۹) یک بازیکن فوتبال اهل جمهوری خلق چین است که به خاطر سبک بازی‌اش ، AFC لقب راموس را به او داده‌است.
افتخارات :
سوپرلیگ چین:(8)
لیگ قهرمانان آسیا:(2)
جام حذفی (2)
سوپرجام چین(4)